# Cheongung-myeon
Cheongung-myeon (koreanska: 청웅면) är en socken i kommunen Imsil-gun i provinsen Norra Jeolla i den centrala delen av Sydkorea, 220 km söder om huvudstaden Seoul.